# Phonopostal
Le phonopostal est un appareil de communication qui a été breveté le 12 octobre 1905 par messieurs Brocherioux, Marotte et Tochon à la suite de son invention par le peintre Jean-François Armbruster dans le 13e arrondissement parisien.
Conçu pour la première fois par la Société anonyme des phonocartes, l'objectif du phonopostal était d’enregistrer et de diffuser la voix à partir d’un support destiné à être posté. La machine devait permettre aux gens de communiquer en parlant sans recourir à l’écrit pour envoyer leurs cartes postales. La mention « Parlez – N’écrivez plus – Écoutez » figurait d’ailleurs sur l’affiche publicitaire de l’appareil. 
On en trouve, entre autres, des exemplaires au Musée de l’aventure du son de Saint-Fargeau ainsi qu’au Musée de La Poste de Paris. Un Phonopostal est également conservé dans la Collection Charles Cros de la Bibliothèque nationale de France. L'appareil a aussi fait l'objet de plusieurs prises de vue sous différents angles qui sont consultables dans la bibliothèque numérique Gallica.  

## Fonctionnement

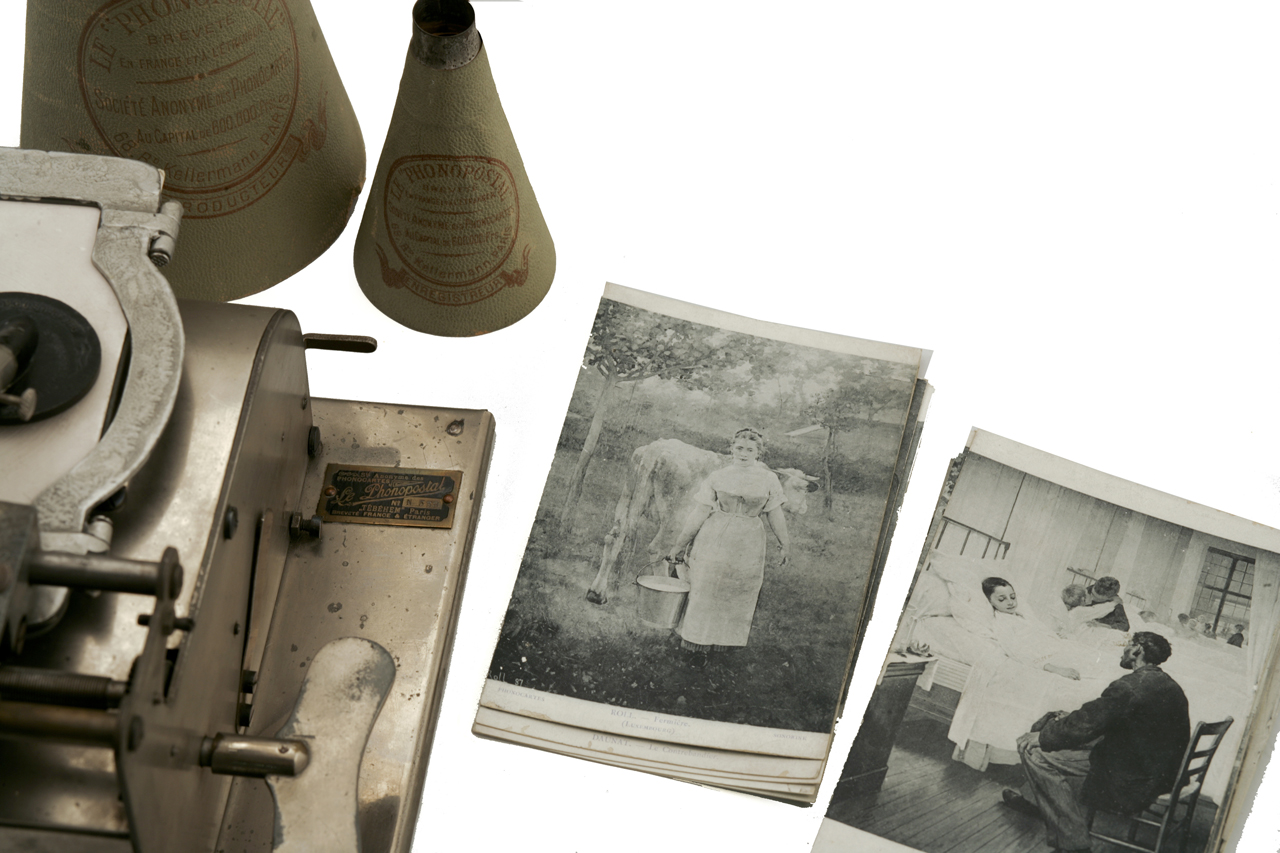
Exemple de phonopostal du Musée de la Science et de la Technologie de Milan

Composé principalement de métal, de bakélite et de bois, le phonopostal fonctionnait grâce à un disque qui archivait la voix sur une carte postale appelée « sonorine » à l'époque. Une sonorine était constituée d'un ensemble de feuilles de carton, remplaçant les cylindres de cire des phonographes, et pouvait emmagasiner jusqu’à 60 mots parlés d’un côté et présenter, de l’autre, des décorations, notamment des portraits de femmes. Pour utiliser cette machine parlante, il fallait projeter sa voix dans un cornet d’enregistrement « branché sur une pointe de saphir creusant une feuille de carton recouverte de paraffine ». Le destinataire devait donc, lui aussi, posséder un phonopostal pour être en mesure d'entendre, grâce au pavillon d'écoute, ce qui était enregistré sur la sonorine. 

## Utilisation
Même si certains journalistes ont considéré, lors de l'enregistrement de la marque, le phonopostal comme « une des applications les plus ingénieuses et les plus utiles de la science moderne », cet appareil expérimental n’a pas retenu l’attention lors de son apparition. Selon le Musée de La Poste, on ne se serait même jamais réellement servi du phonopostal. Peppe Cavallari, docteur en Humanités et Technologie (UTC et UdeM), consacre un article dans le Cahier Louis-Lumière n°10 sur l'archéologie de l'audiovisuel à l'échec de cette machine parlante.